# Белоглинский (Волгоградская область)
Белоглинский — посёлок в Калачёвском районе Волгоградской области России. Входит в состав Крепинского сельского поселения.

## История
В 1928 году посёлок сельскохозяйственного товарищества «Белоглинский хлебороб» вошёл в состав новообразованного Калачёвского района Нижне-Волжского края. По состоянию на 1933 год посёлок входил в состав Братского сельсовета. В 1945 году населённый пункт, называвшийся в тот период времени «посёлок фермы № 3 совхоза "Крепь"», входил в состав Крепинского поселкового совета, переименованного в 1962 году в Крепинский сельсовет.
Указом Президиума ВС РСФСР от 22 августа 1963 года посёлок фермы № 3 совхоза «Крепь» был переименован в посёлок Белоглинский.

## География
Посёлок находится в южной части Волгоградской области, в степной зоне, на левом берегу реки Ерик, на расстоянии примерно 29 километров (по прямой) к юго-юго-востоку (SSE) от города Калач-на-Дону, административного центра района. 
Абсолютная высота — 58 метров над уровнем моря.

Климат
классифицируется как влажный континентальный с тёплым летом (согласно классификации климатов Кёппена — Dfa).
Часовой пояс
Посёлок Белоглинский, как и вся Волгоградская область, находится в часовой зоне МСК (московское время). Смещение применяемого времени относительно UTC составляет +3:00.

## Население
| 2010 |
| ---- |
| 257  |

Гендерный состав
По данным Всероссийской переписи населения 2010 года в гендерной структуре населения из 257 человек мужчины составляли 115 (44,7 %), женщины —  142 (55,3 %).
Национальный состав
Согласно результатам переписи 2002 года, в национальной структуре населения русские составляли 69 %.

## Инфраструктура
В Белоглинском функционируют сельский клуб и фельдшерско-акушерский пункт.
Развито сельское хозяйство.

## Улицы
Уличная сеть посёлка состоит из трёх улиц и одного переулка.